# Provincia de Bình Định
La provincia costera de Binh Dinh fue una de las provincias que conformaban la organización territorial de la República Socialista de Vietnam. Se ubicaba al sur del país y tenía por capital la ciudad de Quy Nhơn. Existió desde 1989 hasta su fusión con la provincia de Gia Lai en 2025.

## Administración
Cuenta con 9 distritos además de la capital:
1. An Lão
2. An Nhơn
3. Hoài Ân
4. Hoài Nhơn
5. Phù Cát
6. Phù Mỹ
7. Tuy Phước
8. Tây Sơn
9. Vân Canh
10. Vĩnh Thạnh

La mayoría de la población vive en la costa dedicada mayoritariamente a la agricultura y ganadería, aunque la industria manofacturera de la madera, especialmente maderas exóticas, tiene también una importancia significativa.